# Francesco Saverio Vollaro
Francesco Saverio Vollaro (Reggio Calabria, 30 aprile 1827 – Pellaro, 10 agosto 1904) è stato un patriota e politico italiano.

## Biografia
Figlio di un agiato proprietario terriero, nipote del carbonaro Casimiro De Lieto, frequenta la facoltà di giurisprudenza a Catanzaro, dove entra in contatto con gli ambienti rivoluzionari calabresi ed aderisce al movimento dei Figliuoli della Giovane Italia di Benedetto Musolino. Il 2 settembre 1847 prende parte ai moti rivoluzionari di Reggio Calabria, a seguito dei quali viene condannato a 21 anni di reclusione. Viene rilasciato a seguito dell'amnistia concessa il 18 gennaio 1848 da Ferdinando II e si trasferisce a Napoli al seguito dello zio.
Nel capoluogo partenopeo si aggrega a un gruppo di intellettuali calabresi che hanno un ruolo di primo piano negli avvenimenti napoletani del 1848. Promotore del Battaglione volontari napoletani e di numerose manifestazioni anti-austriache, viene nominato comandante della IV compagnia che combatte nella Battaglia di Curtatone e Montanara, a difesa di Venezia, fino a cessate ostilità è comandante del forte di San Secondo.
A seguito del fallimento della mobilitazione, allo scopo di evitare una nuova detenzione, fugge esule ad Atene, Malta, Costantinopoli, Smirne e Alessandria d’Egitto. In Egitto si dedica alla professione di avvocato, dove cura in particolare gli interessi dei consolati e degli istituti bancari del territorio italiano. Tale attività gli consente di intrattenere rapporti con esponenti rivoluzionari calabresi rimasti in patria o in esilio.
Ritorna definitivamente in Calabria nel 1863. A Reggio apre uno studio legale ed assume diversi incarichi (consigliere comunale, deputato provinciale, membro della Giunta provinciale e della Camera di commercio e arti). Nel 1865 viene eletto per la prima volta deputato, riconfermato poi fino alle elezioni del 1892; alla camera si occupa principalmente di materie finanziarie e di trasporti. 
Durante gli anni da deputato è tra i fondatori  della loggia massonica Aspromonte a Reggio Calabria.

## Opere
- Sulla politica italiana in Egitto: dichiarazioni del deputato Vollaro al ministro degli affari esteri svolta alla Camera dei Deputati nella tornata del 12 giugno 1882, Tipografia eredi Botta, Roma 1882;
- Austriaca res da Napoli-Curtatone a Venezia 1848-1849 – Memorie e ricordi, Tip. Ceruso, Reggio Calabria 1884;
- 2 settembre 1847-21 agosto 1860 – Conferenza tenuta nel teatro comunale di Reggio Calabria per la commemorazione promossa dal Municipio della città  e dal Comitato delle società  cittadine riunite il 21 agosto 1891, Stamperia Diplomatica e Consolare, Roma 1891;
- Cenni autobiografici: 1847-1894, tipografia R. Confalone, Napoli 1900.